# تانیشا رایت
تانیشا رایت (انگلیسی: Tanisha Wright؛ زادهٔ ۲۹ نوامبر ۱۹۸۳) بازیکن بسکتبال اهل ایالات متحده آمریکا است.